# 金日進
金日進（1956年—），朝鮮指揮家。
生於慈江道滿浦市，成長於江原道元山市，畢業於平壤金元均音樂大學。後進入蘇聯莫斯科音樂學院進修，歸國後先後效力於尹伊桑管弦樂團、朝鮮國立交響樂團。1988年，金日進被朝鮮授予功勳藝術家稱號。